# Marcatura a uomo

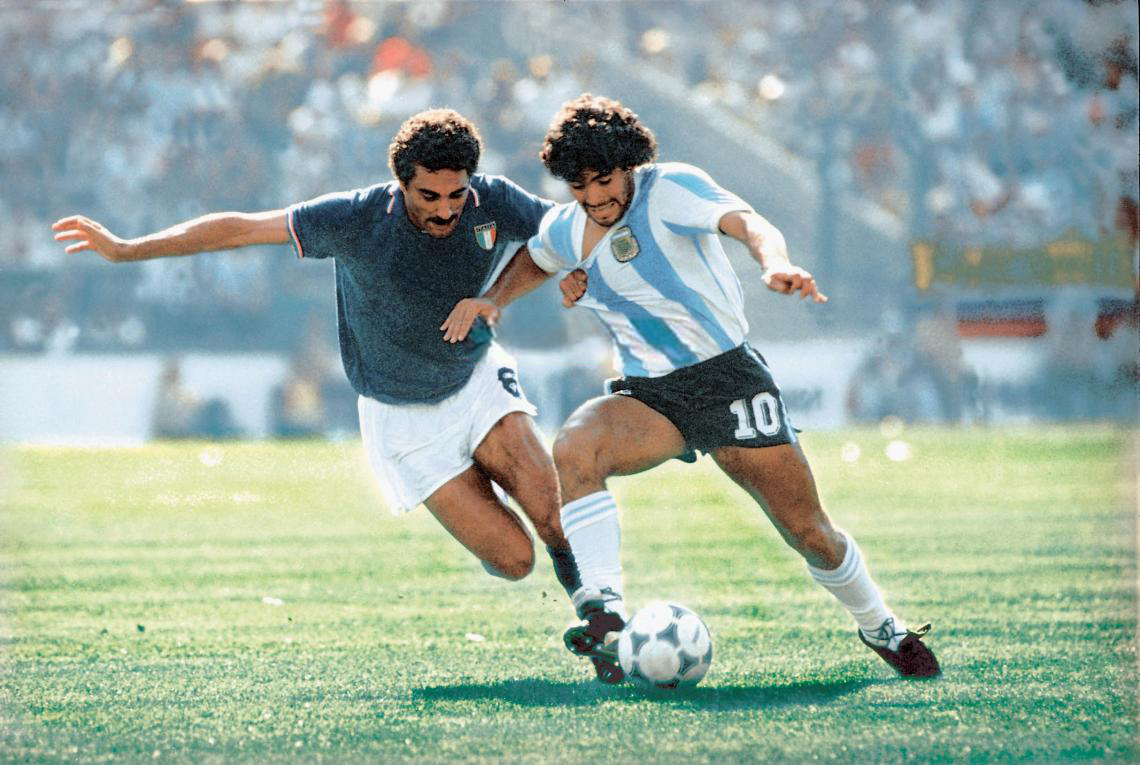
Da sinistra: il difensore italiano Claudio Gentile in marcatura a uomo sul fantasista argentino Diego Armando Maradona durante il.

Negli sport di squadra la marcatura a uomo è una tattica difensiva, largamente impiegata nel calcio e nella pallacanestro. Consiste nell'attribuire a ogni giocatore della propria squadra, un giocatore avversario da marcare. Quest'azione comporta una stretta e continua vicinanza con l'avversario, con lo scopo di controllare lo sviluppo dell'azione avversaria.

## Calcio
Nel calcio, questo tipo di difesa deve tenere conto dello schieramento avversario. Il giocatore che difende ha come riferimento l'avversario diretto ed è suo compito impedirne il ricevimento del pallone.  

### Marcatura a uomo nel calcio
La marcatura a uomo, o sull'uomo, viene storicamente associata alla figura di Herbert Chapman, ex-allenatore nonché grande innovatore del gioco del calcio.
Il sistema a uomo esalta i duelli individuali (1vs1), caratterizzando come estremamente aggressivo e fisico il reparto difensivo. Tuttavia, questo modo di difendere dipende dai movimenti degli avversari e dalla posizione della palla, per questo motivo, in assenza di un sistema di copertura efficace, quando un uomo viene superato (da un dribbling, da una triangolazione, ecc.), il resto della difesa è costretta ad abbandonare il proprio compito individuale. Per questo motivo, nel corso degli anni, il ruolo del libero ha affinato e ridisegnato il sistema difensivo a uomo.